# Iglesia del Santo Cristo de Cabrilla (Alfarnatejo)
La iglesia del Santo Cristo de Cabrilla es un templo cristiano de Alfarnatejo, provincia de Málaga, España. Se trata de una reconstrucción de la segunda mitad del siglo XVIII, situada en la parte más alta del pueblo, y que constituye el edificio más notable de la villa.
Está compuesta de una nave principal que destaca por su anchura con techo plano. Tiene anexa en su lado izquierdo otra nave más pequeña, ambas se encuentran separadas por pilastras formando arco de medio punto. El techo de la nave principal está realizada por una armadura de vigas de madera, mientras que la nave lateral se remata con una armadura de vigas inclinadas.
En la entrada de la iglesia en su lado izquierdo nos encontramos la pila del bautisterio y a continuación la Torre Campanario, de forma cuadrangular con cuerpo de campanas compuesto de cuatro arcos, tres de ellos con campanas. La fachada y la torre de la iglesia están realizadas en fábrica de ladrillo visto y mampostería.
El patrón del pueblo es San Miguel, que se encuentra situado en la parte izquierda de la iglesia. También se encuentran: San Isidro, El Corazón de Jesús, Virgen del Rosario, María Inmaculada, Virgen de los Dolores, y el cuadro del Santo Cristo de Cabrilla. 